# Pentacerotidae
I Pentacerotidae sono una famiglia di pesci ossei marini appartenenti all'ordine Perciformes.

## Distribuzione e habitat
Sono limitati all'Indo-Pacifico e all'Oceano Atlantico sudoccidentale. Nelle regioni tropicali vivono prevalentemente in acque profonde della scarpata continentale o dei fianchi dei seamounts mentre nelle regioni temperate sono spesso costieri. Diverse specie sono pelagiche.

## Descrizione
Il corpo di questi pesci è sempre molto compresso ai lati e spesso molto alto. Le ossa craniche sopra l'occhio sono scoperte e hanno un aspetto ruvido. Il muso in molte specie è sporgente; manca l'osso sopramascellare. scaglie piccole. La pinna dorsale ha da 4 a 14 raggi spinosi robusti e spesso allungati, la pinna anale ne ha da 2 a 5. Le pinne ventrali sono grandi, con un lungo e robusto raggio spiniforme.
Sono pesci di taglia media che in alcune specie possono raggiungere il metro di lunghezza.

## Biologia

### Riproduzione
Si suppone che abbandonino le uova dopo la deposizione.

## Pesca
Sono apprezzati come pesci da tavola.

## Specie
- Genere Evistias
  - Evistias acutirostris
- Genere Histiopterus
  - Histiopterus typus
- Genere Parazanclistius
  - Parazanclistius hutchinsi
- Genere Paristiopterus
  - Paristiopterus gallipavo
  - Paristiopterus labiosus
- Genere Pentaceropsis
  - Pentaceropsis recurvirostris
- Genere Pentaceros
  - Pentaceros capensis
  - Pentaceros decacanthus
  - Pentaceros japonicus
  - Pentaceros quinquespinis
  - Pentaceros richardsoni
  - Pentaceros wheeleri
- Genere Zanclistius
  - Zanclistius elevatus[2]